# Skotniki (Piotrków)
Pour les articles homonymes, voir Skotniki.
Skotniki (prononciation [skɔtˈniki]) est un village de la gmina d'Aleksandrów, du powiat de Piotrków, dans la voïvodie de Łódź, situé dans le centre de la Pologne.
Il se situe à environ 4 kilomètres au sud-ouest d'Aleksandrów (siège de la gmina), 25 kilomètres au sud-est de Piotrków Trybunalski (siège du powiat) et 68 kilomètres au sud-est de Łódź (capitale de la voïvodie).
Le village de Skotniki se situe sur la rivière Pilica.

## Administration
De 1975 à 1998, le village était attaché administrativement à l'ancienne voïvodie de Piotrków.

Depuis 1999, il fait partie de la nouvelle voïvodie de Łódź.

## Nature et tourisme
- Sulejowski Park Krajobrazowy

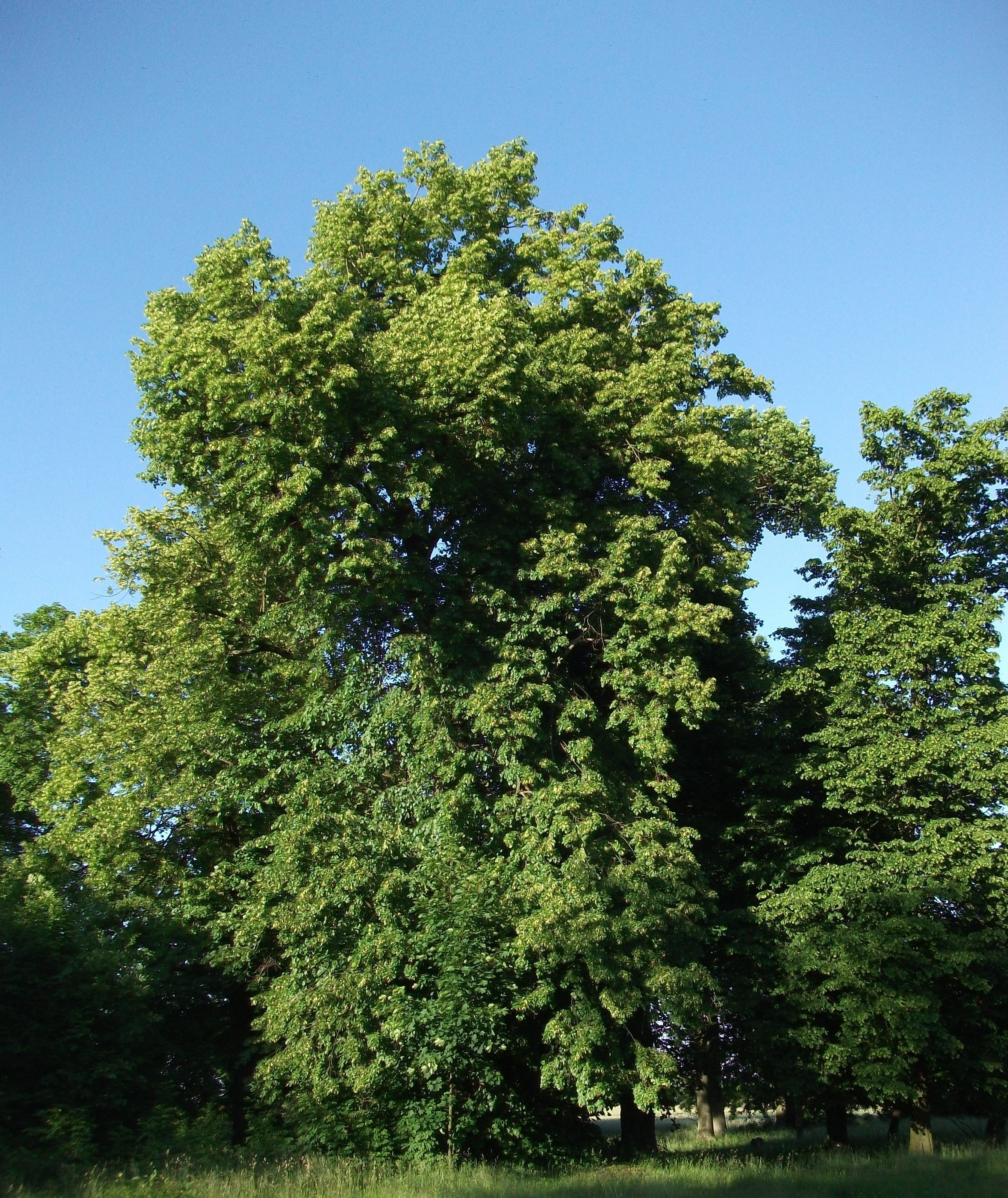
Tilleul du parc datant des 16e et

- Réserve naturelle (contrée, près Skotniki, Wólka Skotnicka, Stara, Wacławów, Klew et Skórkowice) : Diabla Góra (Rezerwat przyrody Diabla Góra)
- Fleuve : Pilica - Kayak-route : Zarzecze près Szczekociny - Przedbórz - Faliszew - Skotniki – Sulejów – Tomaszów Mazowiecki – Spała – Inowłódz – Żądłowice – Grotowice – Domaniewice – Nowe Miasto nad Pilicą – Białobrzegi – Warka – confluent
- Tourisme rural
- Église à Skotniki (XVIe siècle)
- Manoir à Skotniki (XIVe siècle) et Parc

## Villes importantes proches
- Sulejów
- Przedbórz
- Piotrków Trybunalski